# كتابة استبهامية

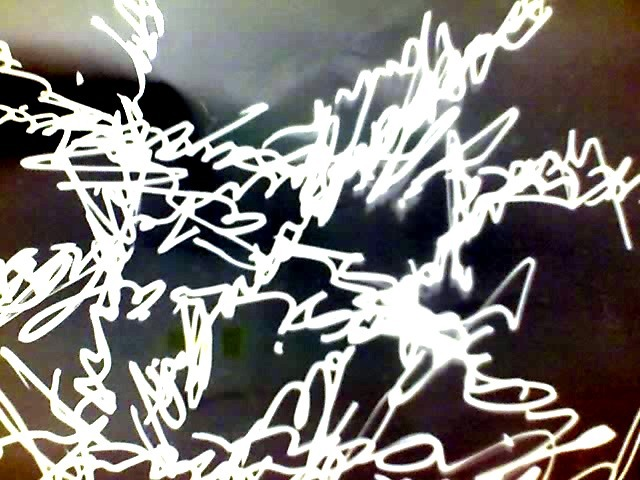
كتابة استبهامية لماركو جيوفينال

الكتابة الاستبهامية هي نوع من الكتابة الحرة المحررة من المعاني والتي لا تعتمد استعمال الحروف. يدل مصطلح الاستبهام على أن النص لا معنى له ولا استدلالات. وبسبب هذه الخاصية، فإن الكتابة الاستبهامية تصبح خربشات صورية دون معنى مفهوم وواضح، ما يفسح المجال لقارئها لوضع المعاني التي تناسبه ويشرحها. يمكن اعتبارها مماثلة لمحاولات شرح الأعمال الفنية التجريدية. إن النوعية التحريرية للكتابة الاستبهامية تجعلها عابرة للغات، بمعنى أن الناظر إليها يعطيها معنى مهما كانت اللغات التي يتقنها. وهي تسمح بتعدد رمزيات المعنى لنفس العمل. الكتابة الاستبهامية هي شكل من أشكال الفنون الهجينة يدمج النص والصورة ليصبحا وحدة واحدة، ثم يتركها للناظرين ليضعوا تفسيراتهم الشخصية الاعتباطية. يمكن مقارنتها بالكتابة الحرة أو الكتابة لأجل الكتابة فقط، بدلًا من الكتابة لإنتاج سياق لفظي ذي معنى. تسمح طبيعة النص الاستبهامي المفتوحة للمعنى بالظهور عبر الفهم اللغوي؛ من جهة، قد يُقرأ النص الاستبهامي بنفس الطريقة بغض النظر عن اللغة الأم للقارئ. ومن جهة أخرى، فإن الرموز ذات المعاني المتعددة هي احتمال آخر لعمل نص استبهامي، أي إن الكتابة الاستبهامية قد تكون متعددة الدلالات، أو بلا معنى تمامًا، أو ذات معانٍ لانهائية، أو قد يتطور معناها مع مرور الوقت. تترك الأعمال الاستبهامية للقارئ أن يقرر كيفية ترجمتها واستكشافها؛ وبهذا يصبح القارئ مشاركًا في إنشاء العمل الاستبهامي.
في عام 1997، استعمل الشاعران البصَريان تيم غيز وجيم ليفتويتش كلمة استبهام لأول مرة لتسمية إيماءات الكتابة شبه الخطية. ثم بدأا بتوزيعها على المجلات الشعرية سواء الموجودة على الإنترنت أو المطبوعة. بحث المؤلفان أشكالًا شبه شفوية وشبه حرفية من الكتابة، ونصوصًا استبهامية بصفتها خيارًا إبداعيًا وممارسةً متعمدة. منذ أواخر تسعينيات القرن العشرين، ازدهرت الكتابة الاستبهامية بصفتها حركةً أدبية/فنية عالمية. وقد نمت بشكل خاص في الجزء الأول من القرن الحادي والعشرين، على الرغم من وجود اعتراف بتاريخ طويل ومعقد يسبق أنشطة الحركة الاستبهامية الحالية، خاصة في ما يتعلق بالخط العربي المجرد، والكتابة دون كلمات، والكتابة اللفظية التي تضررت بشكل كبير. صرّح جيم ليفتويتش مؤخرًا بأن الحالة الاستبهامية للعمل الاستبهامي هي هدف مستحيل التحقيق، وبأنه لا يمكن إنشاء عمل فني/أدبي بالكامل دون معنى. بدأ باستخدام مصطلح «وباء عالمي» لوصف هذا النوع من الأعمال الفنية. وجد آخرون مثل المؤلف ترافيس جيبسون أن مصطلح الاستبهام يمثل إشكالية لأنه «يدل على الكتابة بلا معنى».

## أساليب الكتابة الاستبهامية
توجد الكتابة الاستبهامية في أشكال عديدة مختلفة. غالبًا ما تُشكَّل بقلم أو فرشاة، ولكنها قد تتراوح من رسمها يدويًا في الرمال بواسطة عصا وتوثيقها بالتصوير الفوتوغرافي، إلى رسمها على القماش، أو الورق، أو صور الكمبيوتر، أو الرسوم المتحركة. إن سر الكتابة الاستبهامية هو أنها على الرغم من كونها «غير قابلة للقراءة» بالطرق التقليدية للقراءة، فهي ما زالت تجذب عين القارئ. تعتمد بعض الكتابات الاستبهامية الرسوم الصورية أو الرسوم الفكرية التي تحدد الأشكالُ المستعملة عادةً بعضَ معانيها. وفي بعض الأحيان، تعتمد ظلال الكتابات الاعتيادية أو مفاهيمها. إن هذا الدمج بين ترميزات الكتابة دون تحديد الأحرف أو الكلمات يجعل الناظر إليها يحوم بين القراءة والنظر. لا يوجد للكتابة الاستبهامية معنى لفظي، وإن كان شكلها يعطي إحساسًا بأنها نص. إنها تعد فن كتابة على أساس أنها تعتمد فنون الكتابة والتخطيط، لذلك توحي طريقة رسمها بوجود نص ذي معنى مكتوب. قد يستنبط الخطاطون معنى معينًا من التشكيل بناء على خبرتهم في علم الخط، ويستنبط العامة أيضًا معنى خاصًا بهم بناء على خبرتهم أو مفهومهم حول الجمال. تحدث الكتابة الاستبهامية الحقيقية عندما يتعذر على كاتبها قراءة قطعته الخاصة. النظام الخاص بالكتابات الاستبهامية هو نظام بسيط للكتابة لا يمكن قراءته إلا من قبل بعض الناس المختصين به (مثل الشيفرات السرية، الوايلد ستايل (من أنواع الجرافيتي)، إلخ). تكمن معظم الكتابات الاستبهامية بين هذين الأسلوبين في الكتابة. تتأثر الكتابة الاستبهامية غالبًا بالنصوص غير المقروءة، أو المختلقة، أو البدائية (رسومات الكهوف، رسومات الأطفال، الخربشات، إلخ). ولكن بدلًا من التفكير بأنها محاكاة لمصطلح ما قبل الحداثة، يمكن اعتبار الكتابة الاستبهامية أسلوبًا عالميًا حداثويًا للكتابة يستخدم للإلهام كل أشكال الإبداع. تتأثر الكتابات الاستبهامية أيضًا باللغات الغريبة المستخدمة في الخيال العلمي، واللغات الفنية، والسيجيلات أو الأختام (السحر)، والكتابات غير المشفرة، والجرافيتي. تشمل استخدامات الكتابة الاستبهامية تحفيز الأفكار الذهنية والإبداعية، والتواصل غير اللفظي، والتأمل، والخداع، والتعبير عن الذات.
نبذة تاريخية
تظهر الكتابات الاستبهامية في الأدب والفن الطلائعي مع وجود جذور تربطها بأشكال الكتابات البدائية ورموزها. ينبثق تاريخ الحركة الاستبهامية اليوم عن اثنين من الخطاطين الصينيين: تشانغ شو «المجنون»، وهو خطاط من أسرة تانغ (التي حكمت الصين حوالي عام 800 ميلادي) واشتهر بخطه الغامض غير المقروء، والراهب الصغير الملقب بـ«الثمل» الذي تميز أيضًا بخطه المتصل غير المقروء. بعد ذلك، توسع الخطاطون اليابانيون في التعبير الصيني الخطي المجرد بواسطة هيتسوزيندو (أسلوب زين باستخدام الفرشاة)، ما سمح لأعمالهم بنقل المظهر الرسمي و«تنفس حيوية التجربة الأبدية».
في عشرينيات القرن العشرين، ابتكر مان راي، الذي تأثر بدادا، عملًا مبكرًا بالكتابة دون كلمات في قصيدته باريس، ماي 1924، التي لم تكن أكثر من خطوط فاصلة على ورقة. في وقت لاحق من عام 1920، بدأ هنري ميشو، الذي تأثر بالخط الآسيوي والسريالية والكتابة الأوتوماتيكية، بإنشاء أعمال بلا كلمات مثل أبجدية (1925) وسرد (1927). أشار ميشو إلى أعماله الخطية باسم «الإيماءات الداخلية». كان الكاتب والفنان فاسيلي كاندينسكي رائدًا للكتابة الاستبهامية، إذ تمثل قصته الخطية قصة هندية (1931) نصًا تجريديًا متكاملًا لهذا الأسلوب من الكتابة.
في خمسينيات القرن العشرين، برز كل من بريون جيسن (الذي تأثر بالخط العربي والياباني)، وإيزيدور إيسو (الذي أسس حركة الحرفية الطليعية)، وسي تومبلي (اختصاصي تشفير سابق في الجيش الأمريكي)، ومجموعة موريتا شيريو/بوكوين كاي. وسّعت مساهمتهم جميعًا الكتابةَ لتصل إلى صنع علامات بصرية غير مقروءة وتجريدية وخالية من الكلمات؛ ساعدوا في إرساء الأسس لكتّاب المستقبل. كانت ميرا شندل فنانة من البرازيل ابتكرت العديد من الأعمال غير المقروءة على مدار حياتها، مثل مقالتها كتابة مهجورة (1964). ميرتا درميساتشه هي كاتبة أخرى ابتكرت كتابات استبهامية منذ ستينيات القرن العشرين. قالت درميساتشه بنشاط إن رسومها البيانية، مع أنها لا تملك معنى، لا تزال تحتفظ بالحقوق الكاملة للعمل المستقل. كان عام 1971 العام الذي أصدر فيه آلاين ساتي عمله مكتوب بالنثر أو العمل الرسومي الفائق الذي يحتوي على كتابات استبهامية في جميع أنحاء الرواية الرسومية بأكملها. كان ليون فيراري فنانًا وشاعرًا آخر ابتكر العديد من الأعمال الاستبهامية في ستينيات القرن العشرين وسبعينياته، مثل إسكريتورا (1976). شهد عام 1974 إطلاق عمل ماكس إيرنست ماكسيميليانا: الممارسة غير القانونية في علم الفلك: تحية لدوروثيا تانينغ، وكان لهذا الكتاب تأثير كبير على الكتّاب الاستبهاميين مثل تيم جاز مايكل جاكوبسون وديريك بوليو. شارك رولاند بارثيس أيضًا بالكتابة الاستبهامية؛ أعطى لأعماله العنوان «ضد الكتاب المقدس».
من الأمثلة الحديثة على الكتابة الاستبهامية مخطوطة سيرافيني (1981) للفنان الإيطالي لويجي سيرافيني. وصف سيرافيني نص المخطوطة بأنه استبهامي في حديث له في جمعية جامعة أكسفورد لمحبي الكتب التي عقدت في 8 مايو عام 2009. في ثمانينيات القرن العشرين، ألّف الفنان الصيني شو بينغ كتاب تيانشو، أو كتاب من السماء، وهو عبارة عن كتب ومخطوطات معلقة طُبع عليها 4000 حرفًا منقوشًا باليد. في ثمانينيات القرن العشرين، بدأ الفنان غو ويندا أول سلسلة من المشاريع التي تركز على ابتكار الإيديوجرامات (الرسوم الفكرية) الصينية الكاذبة التي لا معنى لها، التي تظهر كما لو كانت قديمة وتقليدية حقًا. أُقيم معرض واحد من هذا النوع في مدينة شيان في عام 1986، وكان يضم لوحات من الرموز المقلدة بشكل واسع. ظهرت أيضًا في الصين خلال تسعينيات القرن الحادي والعشرين حركة خط تجريدية تعرف باسم «الخطية»، وكان من أبرز رواد هذه الحركة لوه تشي. الخطية هي حركة جمالية تهدف إلى تطوير الخط إلى فن تجريدي، إذ لا تحتاج الرموز إلى الاحتفاظ بأشكالها التقليدية أو إلى أن تكون مقروءة ككلمات. في فيتنام خلال العقد الأول من القرن الحادي والعشرين، ظهرت مجموعة من الخطوط تُسمى عصابة زيني ذات الأفراد الخمسة. بالنسبة إلى هذه المجموعة من الفنانين الشباب، فإن مصطلح «بلا كلمات» يعني ما لا يمكن قوله، أي ما قبل نوعية التسمية وما بعدها. أن تكون بلا كلمات يعني ألا تقول شيئًا وأن تقول كل شيء في آن معًا.

يقول ساتو كايكونن، وهو فنان وكاتب استبهامي معاصر من فنلندا، عن الكتابة الاستبهامية:
بصفتي فنانًا استبهاميًا، أعتبر نفسي مستكشفًا وروائيًا عالميًا. فالفن الاستبهامي بالنهاية يمثل نوعًا من اللغة العامة الموجودة في أعماق عقولنا اللاواعية. بغض النظر عن الهوية اللغوية، تبدو المحاولات الأولية لكل إنسان لإنشاء لغة مكتوبة متشابهة للغاية وغالبًا ما تكون استبهامية للغاية. وبهذه الطريقة، قد يُعد الفن الاستبهامي لغةً مشتركةً –مع أنها مجرد لغة تجريدية حداثوية– يمكننا استخدامها لفهم بعضنا بغض النظر عن الخلفية الثقافية أو القومية. على الرغم من جميع وظائفها المتنوعة، فإن اللغة الدلالية الاعتيادية غالبًا ما تقسّم الناس وتقوّيهم بصورة غير متكافئة، بينما لا يمكن للنصوص الاستبهامية إلا أن تساعد في وضع الناس من جميع مستويات محو الأمية والهويات على قدم المساواة.
يعلق بروس سترلينغ، وهو روائي خيال علمي أمريكي، حول الكتابة الاستبهامية في تدوينه على مجلته وايرد بعنوان ما بعد البعد:
قد تعتقد أن الكتابة التي لا تحتوي على أي كتابة فعلية فيها يجب أن تكون نوعًا ما من الحدود الأدبية النهائية، قارة قطبية مجمدة من الكتابة خالية تمامًا من المحتوى الأدبي، لكنني أتساءل: ما هو «ما وراء الكتابة الاستبهامية»؟ ربما مسح عصبي لمؤلف *يفكر في* الكتابة الاستبهامية. وربما *كتابة استبهامية توليدية*. وربما «محاكاة حيوية استبهامية». أو ربما كتابة نانوية مدموجة بمجاهر القوة الذرية بواسطة الذكاء الاصطناعي.

## أنظمة الكتابة الخاطئة
أنظمة الكتابة الخاطئة هي حروف أبجدية أو نصوص مصطنعة تُستخدم (في بعض الأحيان في سياق وثائق مزورة) لنقل درجة من الأرجحية. من الأمثلة على ذلك الحوارات الغريبة في الأشرطة الهزلية، والرسوم المتحركة، والروايات الرسومية (مثل مؤلفات الكاتب الأمريكي آلان مور اتحاد الرجال الاستثنائيين وسلسلة فاليرين ولورلين). أكد لويجي سيرافيني أن النص في عمله مخطوطة سيرافيني لم يحمل أي معنى غامض. تستخدم مخطوطة فوينتش، وهي عمل غامض من المحتمل أن تكون مخطوطة سيرافيني مبنية عليه، نظامًا غير مشفر للكتابة تكهن البعض بأنه غير صحيح.

## التأثيرات والأشكال السليفة والأشكال ذات الصلة
- اقتباس من مقابلة تيم جايز في مجلة ذي كومينلاين جورنال: «يمكنك القول إن الكتابة الاستبهامية موجودة في الطبيعة منذ الأزل، لكن الأمر يتطلب فقط إنسانًا لرؤيتها والتعرف عليها». «الاستبهام البيئي» مصطلح يُستخدم لوصف الكتابة الاستبهامية التي تحدث عرضيًا أو عمدًا في الطبيعة، مثل التي تنشأ من عادات الأكل الخاصة بدودة الخشب.
- الهراء (الكلام الفارغ).
- السفاسف.
- اللَثْلَثَة (التكلم بلغة خيالية أو غير معروفة) أو التكلم بالألسن.
- الغناء الأعجم (نوع من الغناء دون كلمات).
- كتب الفنانين.
- جون إم. بينيت، أعمال الخط.
- ماريان بيلينجا، العشبة المكتوبة 2004، هو كتاب من الأغصان والبذور موضوعة على شكل نص.
- إيرما بلانك، كتابات راديكالية.
- جان ديجوتكس.
- كريستيان دوتريمونت، رسوم لفظية.
- تيموثي إيلي: «يستحضر عمل إيلي مجموعة من الموضوعات الجوهرية: المعرفة الغامضة، والأسرار، والتشفير، والوقت، والخلود. لقد طور لغة خاصة مكتوبة باستخدام 366 علامة خاصة أو «شفرات رمزية أو تصويرية» يشير إليها بـ«غربالية الشكل»».
- رشيد قريشي.
- ووسين وورك كوسروف.
- يونجو لي أو يي يونجرو، الآثار الفنية التجريدية للحرف.
- الحرفية، اخترع الحرفيون غالبًا رموزًا جديدة لأعمالهم الفنية وكتاباتهم، وكتبوا توليفات وطرائق أخرى تحت مصطلح «الرسم الفائق».
- غلين ليجون ولوحاته النصية التي تتكرر فيها عبارة مختارة من الأدب أو مصادر أخرى بشكل مستمر، وتتبدد في النهاية إلى ضباب.
- ستيف ماكافري، ضد الكتابة (1972-1985).
- الراب المدندن.
- جون بنون موراي (جاي بي موراي)، كتابة روح شخصية.
- خوسيه بارلا، الجرافيتي الخطي التجريدي.
- قصيدة شائعة/ستيفن جاي فاولر.
- برنس (موسيقي)، تغيير الاسم إلى رمز لا يمكن التلفظ به.
- ريتنا، المعروف بماركوس لويس، هو فنان جرافيتي ابتكر كتابته الخاصة.
- مخطوطة روهونسي هي كتاب مصوّر، مجهول اللغة والمصدر، ومؤلفه أيضًا مجهول الهوية والأصل.
- لغة المريخ المصطنعة لهيلين سميث.
- ماري إلين سولت، قصيدة القمر (1964).
- الشعر الصوتي.
- أوستن أوسمان سبير، سيجيلات (أختام).
- رمي النرد لن يلغي الفرصة لمارسيل برودثارس.
- فابيان فيردير.
- الشعر البصري.
- مخطوطة فوينيتش.
- ماد ويانتا، فترة الخط.
- أولفيرت ويلكه والتعبيرية التجريدية.

## معرض الصور

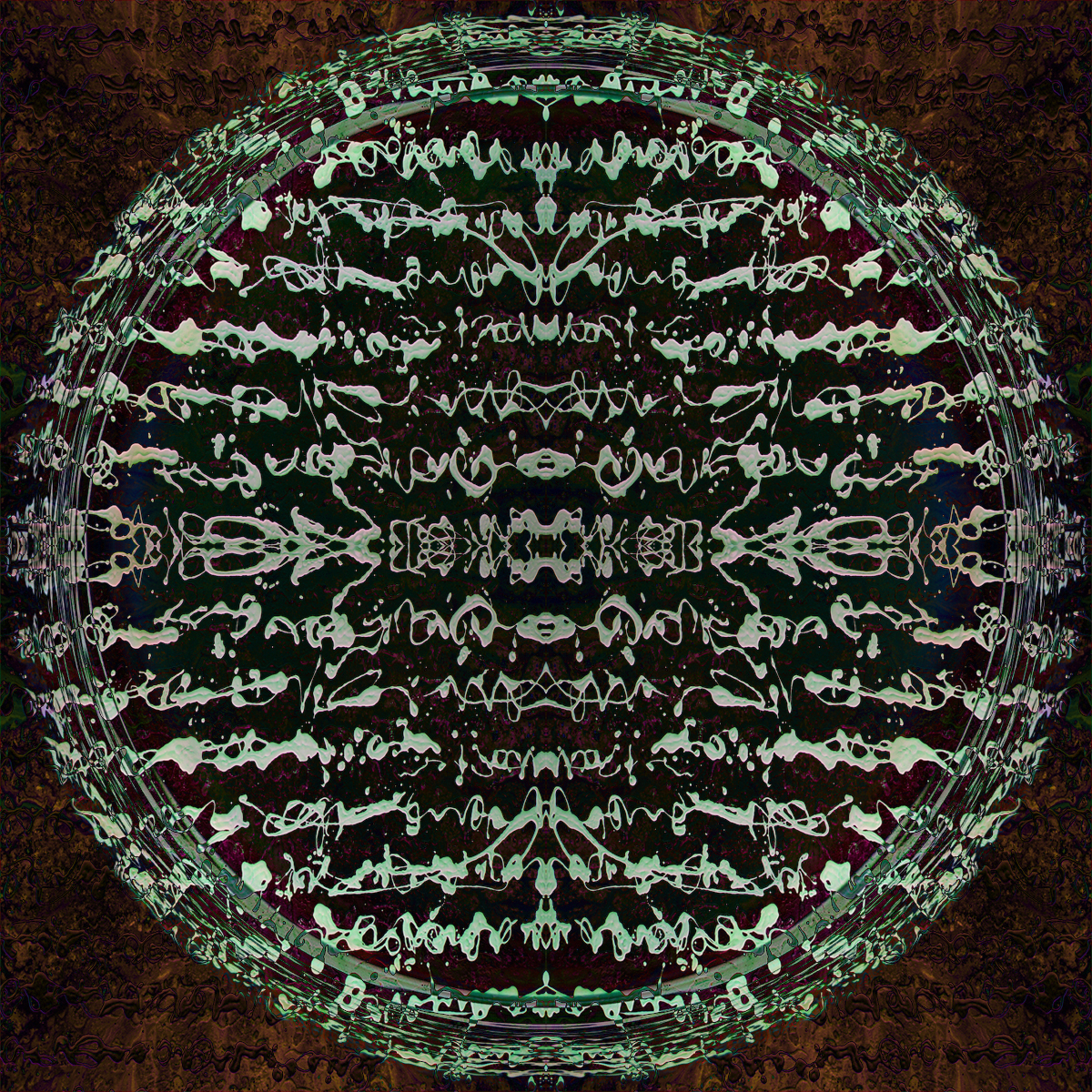
كتابة استبهامية لجاك كريستوف جياكوتينو
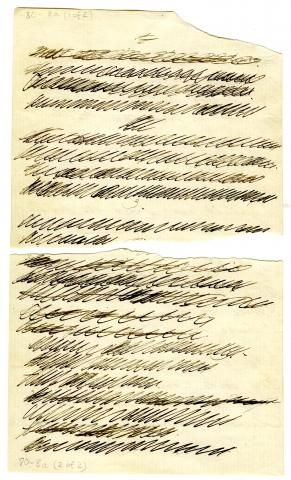
كتابة استبهامية لإيميلي ديكنسون من عام 1859
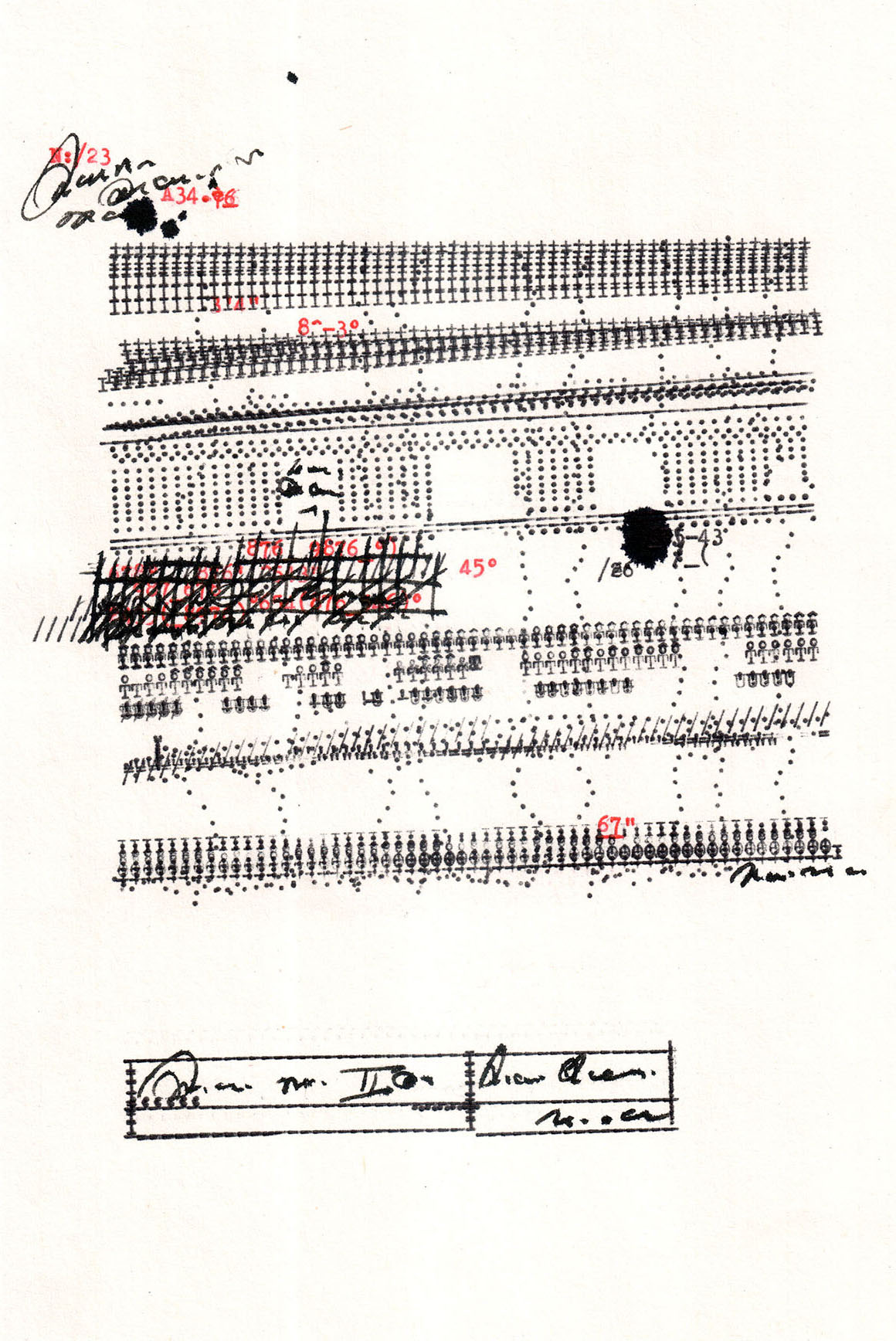
كتابة وتخطيط زلزال بواسطة فريدريكو فيديرتشي
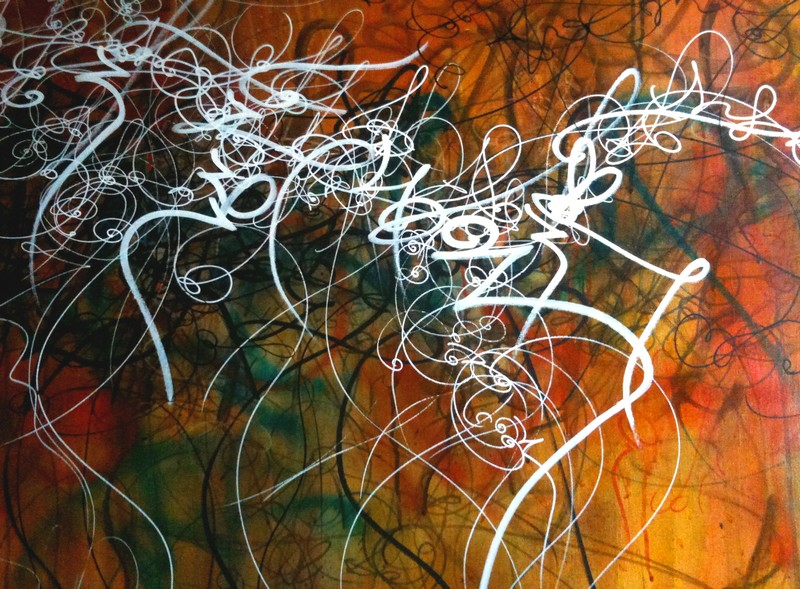
جرافيتي استبهامي لنونو دي ماتوس (المعروف بماتوكس).
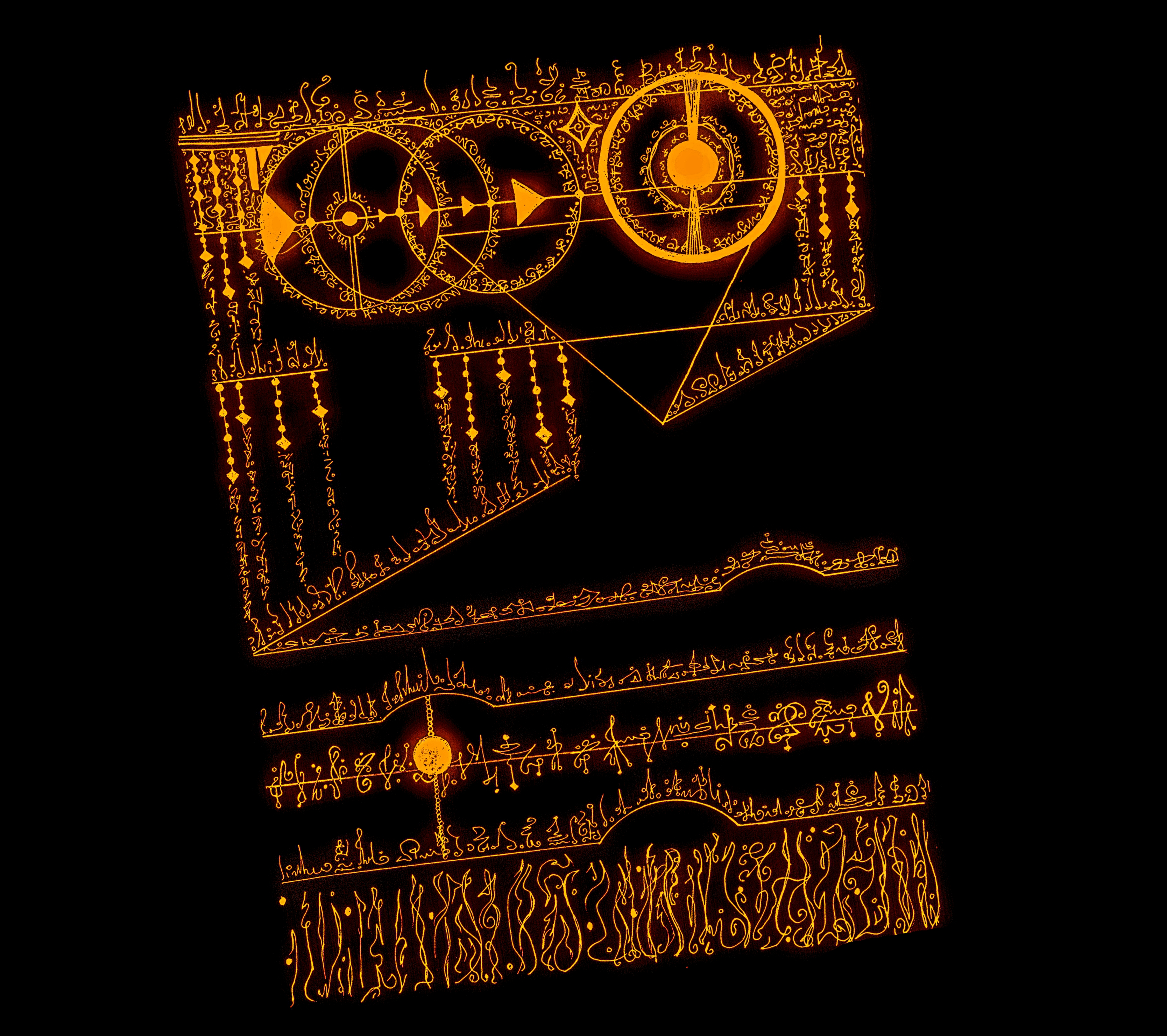
عجلات التحول: كتابة استبهامية بواسطة تاتيانا روميلوتي